# John Bradfield (ingénieur)
Pour les articles homonymes, voir Bradfield.
John Job Crew Bradfield (1867-1943) est un ingénieur et architecte australien qui a notamment participé à la construction du pont portuaire de Sydney en Australie. Il parfois désigné comme « le père du Sydney moderne ».

## Biographie
Le père de John était un vétéran de la Guerre de Crimée, arrivé d'Angleterre en 1857. Il étudie à la North Ipswich State School, puis à la Ipswich Grammar School. Il remporte une médaille de chimie en 1885. Le gouvernement lui attribue une bourse pour aller à l'Université de Sydney. Il en sort diplômé en 1889.
John Bradfield a conçu le célèbre pont du port de Sydney, le Harbour Bridge, inauguré en 1932. C'est la structure la plus haute de la ville (jusqu’en 1967) avec 134 mètres au-dessus du niveau de la mer. Selon le livre Guinness des records, c'est le pont le plus large au monde (48,8 mètres) et ayant la plus haute arche en acier, avec le sommet du pont situé à 134 mètres au-dessus des eaux.

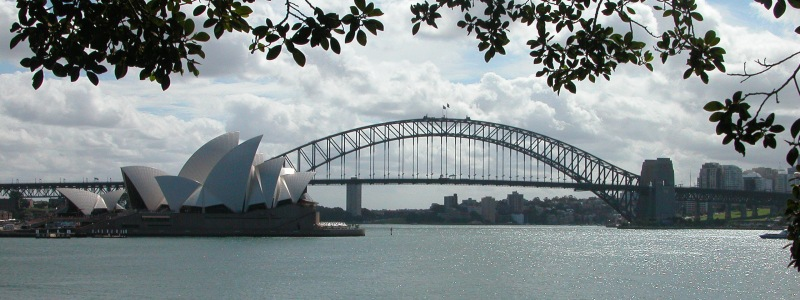
Harbour Bridge.

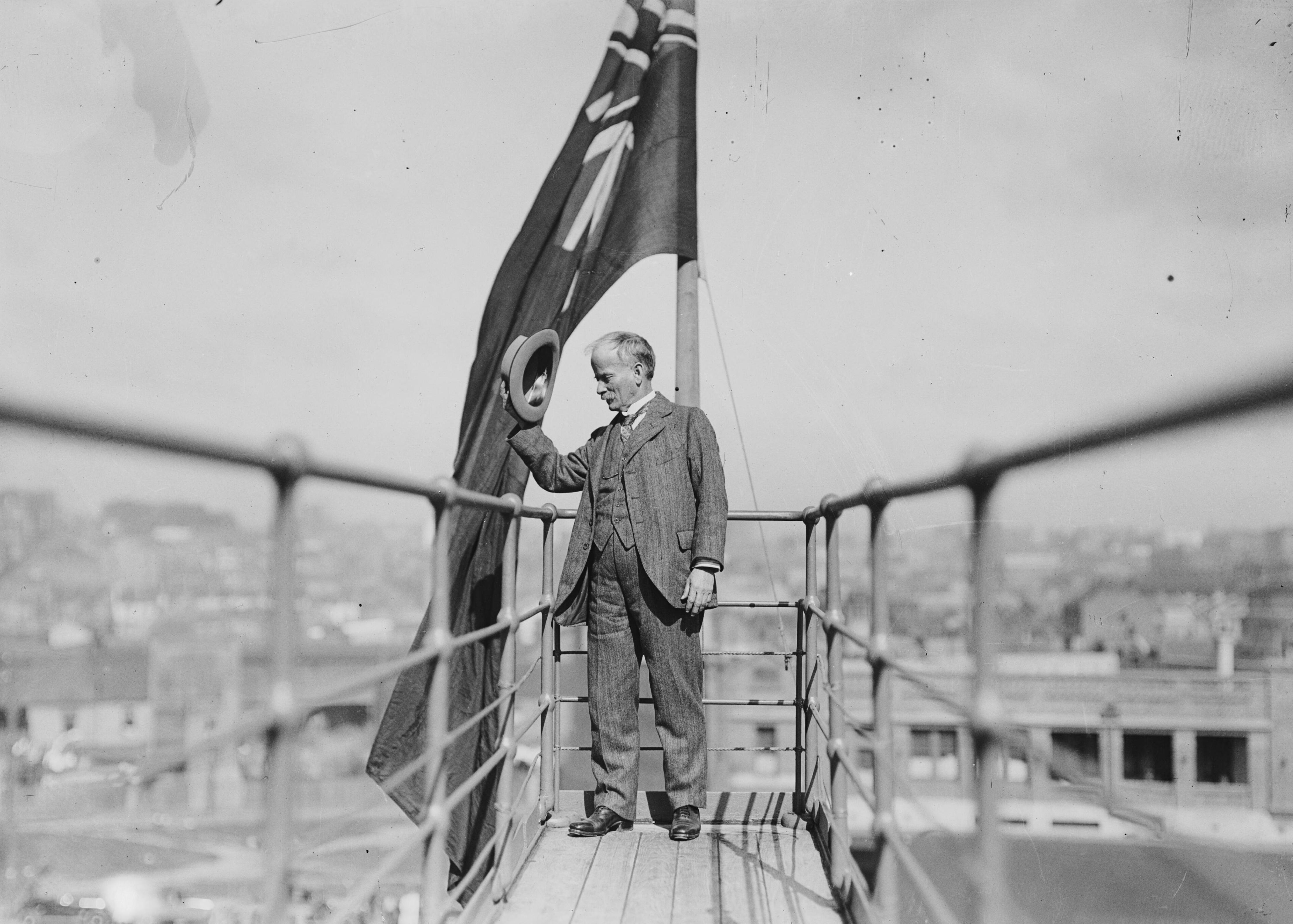
John Bradfield saluant depuis le pont qu'il vient de construire

Il a également conçu le Story Bridge à Brisbane.